# 松岡功祐
松岡 功祐（まつおか こうすけ、1943年2月9日 - ）は、熊本県熊本市出身の元プロ野球選手（内野手）・コーチ。

## 来歴・人物

### プロ入り前
実家はタクシー会社を経営しており、5人兄弟の4番目として生まれる。
九州学院では熊本県選抜チームの一員として佐藤元彦・与田順欣・末次民夫らと共に沖縄へ遠征した経験があり、3年次の1960年に夏の甲子園県予選で準決勝へ進出するが、熊本商業に敗退。
高校卒業後は1961年に明治大学へ進学。東京六大学リーグでは1年次の同年春季リーグで優勝を経験するが、自身の活躍の場は無かった。3年次の1963年から頭角を現し、4年次の1964年秋季リーグでは法大の長池徳二に次ぐ打率2位を記録し、自身初のベストナイン（遊撃手）に選出される。この頃から俊足好打の遊撃手と注目され、攻走守三拍子揃っており、すぐにでも使える選手との評判であった。
大学卒業後は1965年にサッポロビールへ入社し、同年・1966年と2年連続で都市対抗に出場するなど活躍。首位打者賞や打点賞を獲得するようになったが、野球に熱心で相談相手でもあった父・良明が急性肺炎で亡くなったこともあった。
1966年の第1次ドラフト1位で大洋ホエールズに入団。

### プロ入り後
1年目の1967年から、前年限りで退団したケン・アスプロモンテに代わり、開幕から正遊撃手の定位置を獲得。同年は123試合に出場、規定打席（24位、打率.244）にも到達する。
2年目の1968年には同年令の米田慶三郎が1年遅れて入団するが、レギュラーの座を守る。5月20日の阪神戦（川崎）では江夏豊から初本塁打を放つが、この時は球が凄すぎて、とにかく振ったところ、両翼88mと小さい川崎のスタンドに入った。6月20日の巨人戦（後楽園）では堀内恒夫からセンターライナーを放つが、打球は明大の後輩である高田繁のところに行くも、天然芝であった後楽園で打球が跳ねてランニング本塁打となった。後楽園では当時、本塁打が出たらカネボウの鐘が鳴っていたが、松岡の時はベンチに戻ってもなかなか鳴らなかった。ベンチで「ワンヒットワンエラーだな」という話をしていたら、遅れて鳴り、大洋ベンチは大爆笑となった。
3年目の1969年には米田と併用されるが、1970年には米田が急成長するなど、激しいポジション争いが続く。1971年には打率.286を記録するが、1975年には山下大輔が正遊撃手の座に就いたこともあり、米田と共に控えでの出場が主となる。同年オフの11月8日には「東京六大学野球連盟結成50周年記念試合プロOB紅白戦」メンバーに選出され、早大OBの荒川博監督率いる白軍の選手として出場。
1976年6月16日の中日戦（ナゴヤ）では明大の後輩である星野仙一から8年ぶりの本塁打を放つが、星野は松岡に会うたびに「松岡さんに打たれた～」と何度も悔しがった。
ある試合で逆転打を放った際、フジテレビ「プロ野球ニュース」キャスターの佐々木信也は松岡がグラウンドの出入りで必ず丁寧にお辞儀することを紹介し、「普段からのそうした真摯な態度があの殊勲打を生んだに違いない」と話した。後に佐々木は「（反響で）家の電話が鳴りやまなかった」と松岡から感謝された。1977年引退。

### 引退後
引退後は大洋→横浜でスコアラー（1978年）、二軍守備・走塁コーチ（1979年）、一軍ベースコーチ（1980年 - 1981年）、一軍守備・走塁コーチ（1982年 - 1984年, 1986年 - 1989年）、一軍守備・走塁兼トレーニングコーチ（1985年）、スカウト（1990年 - 2006年）を歴任。
スカウト1年目に鈴木尚典を担当し、その後も波留敏夫・相川亮二・木塚敦志など後の主力となる選手の獲得に携わった。高校時代は無名であった那須野巧にも目を付け、2004年には母校の後輩である一場靖弘を担当。後に複数の球団が一場に裏金を渡していたとされる一場事件が発覚して球界は混乱。横浜も60万円の現金を授与してたとし、砂原幸雄オーナーが辞職となり、一場を担当した松岡もスカウト職から外される処分を下され、後日神宮で行われた明大の試合で、一塁側応援席のファンや関係者に謝罪する事態となった。
横浜退団後は中国リーグ・天津ライオンズ（2007年 - 2010年）→母校・明大（2011年 - 2014年）のコーチを務め、明大時代の4年間では20人がプロに行き、そのうち5人がドラフト1位であった。松岡曰く「徹底的に教えた選手」としては糸原健斗、福田周平などがいる。
2015年より中日二軍野手育成コーチ兼選手寮「昇竜館」館長に就任し、2018年時点では球界最年長コーチであったが、同年シーズン終了後に森繁和の監督退任・フロントへの異動と与田剛の監督に伴い、コーチを退任。2019年は昇竜館の館長職のみ継続したが、12月31日で退任。後任は中原勇一。
中日退団後の2020年は熊本に帰郷してボランティアで高校を指導していたが、同年11月17日に2021年より開幕する九州アジアリーグに参加する火の国サラマンダーズの野手総合コーチに就任したことが、球団から発表された。「高校生には本当に申し訳ない」と思いつつ就任し、シーズン中は連日、試合前の練習でノックを打ち、コーチャーズボックスに立つ日々を送った。1シーズン務め、シーズン終了後の9月28日に退任が発表された。
2022年からは佼成学園高校コーチに就任し、60歳以上離れた選手を相手に熱血指導。自宅のある横浜から通わず、グラウンドの最寄駅から一駅離れた場所にあるアパートを借り、体力維持のため電動付きではない普通の自転車で通う。部屋には4kg、8kg、10kgのダンベルを置きトレーニングし、7時間の睡眠と入念なストレッチで健康を維持している。
2025年からは11年ぶりに母校・明大のコーチに復帰している。

## 詳細情報

### 年度別打撃成績
| 年 度     | 球 団     | 試 合 | 打 席 | 打 数 | 得 点 | 安 打 | 二 塁 打 | 三 塁 打 | 本 塁 打 | 塁 打 | 打 点 | 盗 塁 | 盗 塁 死 | 犠 打 | 犠 飛 | 四 球 | 敬 遠 | 死 球 | 三 振 | 併 殺 打 | 打 率 | 出 塁 率 | 長 打 率 | O P S |
| --------- | --------- | ----- | ----- | ----- | ----- | ----- | -------- | -------- | -------- | ----- | ----- | ----- | -------- | ----- | ----- | ----- | ----- | ----- | ----- | -------- | ----- | -------- | -------- | ----- |
| 1967      | 大洋      | 123   | 447   | 406   | 36    | 99    | 19       | 2        | 0        | 122   | 20    | 11    | 13       | 4     | 2     | 30    | 1     | 5     | 70    | 5        | .244  | .302     | .300     | .603  |
| 1968      | 大洋      | 116   | 344   | 314   | 24    | 69    | 12       | 3        | 2        | 93    | 20    | 3     | 5        | 10    | 1     | 17    | 2     | 2     | 69    | 6        | .220  | .263     | .296     | .560  |
| 1969      | 大洋      | 92    | 212   | 188   | 12    | 45    | 16       | 1        | 0        | 63    | 8     | 1     | 1        | 2     | 3     | 19    | 1     | 0     | 41    | 4        | .239  | .305     | .335     | .640  |
| 1970      | 大洋      | 80    | 122   | 109   | 15    | 26    | 5        | 2        | 0        | 35    | 5     | 0     | 0        | 7     | 1     | 5     | 0     | 0     | 6     | 2        | .239  | .270     | .321     | .591  |
| 1971      | 大洋      | 80    | 154   | 133   | 5     | 38    | 4        | 0        | 0        | 42    | 7     | 1     | 0        | 9     | 1     | 10    | 1     | 1     | 17    | 2        | .286  | .338     | .316     | .654  |
| 1972      | 大洋      | 88    | 186   | 160   | 10    | 33    | 0        | 0        | 0        | 33    | 6     | 0     | 1        | 11    | 0     | 14    | 0     | 1     | 22    | 2        | .206  | .274     | .206     | .481  |
| 1973      | 大洋      | 63    | 120   | 108   | 5     | 15    | 0        | 1        | 0        | 17    | 4     | 1     | 1        | 3     | 0     | 7     | 0     | 2     | 15    | 4        | .139  | .205     | .157     | .363  |
| 1974      | 大洋      | 49    | 50    | 49    | 4     | 9     | 1        | 0        | 0        | 10    | 3     | 1     | 1        | 0     | 0     | 0     | 0     | 1     | 8     | 4        | .184  | .200     | .204     | .404  |
| 1975      | 大洋      | 60    | 58    | 54    | 6     | 12    | 1        | 1        | 0        | 15    | 0     | 0     | 1        | 1     | 0     | 3     | 0     | 0     | 6     | 0        | .222  | .263     | .278     | .541  |
| 1976      | 大洋      | 42    | 39    | 37    | 2     | 9     | 0        | 2        | 1        | 16    | 4     | 0     | 0        | 0     | 0     | 1     | 0     | 1     | 10    | 1        | .243  | .282     | .432     | .714  |
| 1977      | 大洋      | 7     | 7     | 7     | 0     | 3     | 0        | 0        | 0        | 3     | 0     | 0     | 0        | 0     | 0     | 0     | 0     | 0     | 2     | 0        | .429  | .429     | .429     | .857  |
| NPB：11年 | NPB：11年 | 800   | 1739  | 1565  | 119   | 358   | 58       | 12       | 3        | 449   | 77    | 18    | 23       | 47    | 8     | 106   | 5     | 13    | 266   | 30       | .229  | .282     | .287     | .569  |

- 各年度の太字はリーグ最高

### 背番号
- 23（1967年 - 1972年）
- 28（1973年 - 1977年）
- 78（1979年 - 1989年）
- 83（2015年 - 2016年、2021年）
- 96（2017年 - 2018年）